# Mark Lackie
Mark Lackie (n. 23 martie 1967, Saint John⁠(d), New Brunswick, Canada) este un sportiv ce a reprezentat Canada, medaliat olimpic. A participat la o ediție a Jocurilor Olimpice (1992) în care a câștigat o medalie de argint.

## Participări
Lista de mai jos prezintă principalele competiții la care a participat Mark Lackie de-a lungul carierei.
- short track speed skating at the 1992 Winter Olympics – men's 5000 metre relay[*]